# Нишава
Нишава (на сърбохърватски: Nišava) е река в България (Софийска област – община Годеч и община Драгоман) и Сърбия (Пиротски окръг и Нишавски окръг), десен приток на река Южна Морава (Българска Морава). Дължината ѝ е 218 km, от които в България 40 km. Средният годишен отток при Калотина е 1,80 m³/s.

## Географска характеристика

### Извор, течение устие
Река Нишава извира на около 1100 m югоизточно от връх Ком в Берковската планина, на 1740 m н.в., под името Гинска река, поради което често (предимно в Сърбия) се смята, че Нишава води началото си едва след сливането на река Гинска с река Ерма, на сръбска територия, край село Суково. Според трета версия за изворите на реката, възприета от някои пътешественици в миналото, нейно начало е река Йежевица, която извира недалеч от Драгоман.
На 43°02′ с. ш. 23°07′ и. д. / 43.033333° с. ш. 23.116667° и. д. Гинска река завива на запад, след около 5 км достига сливането си с река Зли дол. Река Нишава преминава през Годечката котловина, между селата Разбоище и Калотина образува дълбок пролом, след което навлиза в сръбска територия. Останалите 151 km Нишава тече в северозападна посока, като преминава през Царибродското и Пиротското поле, където в нея се вливат реките Ерма и Темска (Височица). След района на Бела паланка тя образува внушителната Сичевска клисура (дължина 17 km, дълбочина 350 – 400 m). В Сърбия Нишава преминава през градовете Цариброд, Пирот, Бела паланка, Нишка баня и Ниш и на около 10 km след Ниш се влива отдясно в река Южна Морава.

### Водосборен басейн, притоци
Общият водосборен басейн на реката обхваща площ от 3950 km2, от които в България са 1237 km2, а в Сърбия – останалите 2713 km2. В България водосборният басейн на Нишава обхваща северозападните части на Софийска област и северните части на Пернишка област. Границите на водосборния басейн на реката са следните: на север, североизток и изток – с водосборните басейни на реките Топоничка (десен приток на Южна Морава) и Тимок, Огоста и Искър (десни притоци на Дунав), на юг – с водосборния басейн на река Струма (от басейна на Егейско море), на югозапад – с водосборния басейн на река Южна Морава (дясна съставяща на Велика Морава).
Основните притоци на реката са: → ляв приток, ← десен приток
- → Шумска река / Връбнишка река
- ← Забърдска река
- → Аракул
- → Ежовица
- → Габерска река 36 km
- → Ерма 74 km
- ← Темска (Височица) 71 km
- → Цървена река
- → Коритница
- → Кутинска река ок. 40 km
- → Габровичка река

### Хидроложки показатели
Средният многогодишен отток на реката при с. Калотина е 1,8 m3/s, а в устието – 104 m3/s. Пълноводието на Нишава е през месеците март – юни, а маловодието юли – октомври.

## Селища, стопанско значение
В България: с. Гинци, град Годеч, с. Туден, с. Беренде, с. Беренде извор, с. Калотина.
В Сърбия: градовете Цариброд (Димитровград), Пирот, Бела паланка, Нишка баня, Ниш.
По протежение на най-горното течение на реката (около 7 km) преминава път № 81 София – Берковица – Монтана – Лом, а от българо-сръбската граница до устието на Нишава при Ниш – европейски път Е-80 (около 110 km).
На българска територия водите на реката се използват главно за напояване, а на сръбска територия и за производство на електроенергия – ВЕЦ „Сичево" и „Островица".

## Други
На Нишава е наречена улица в кварталите „Стрелбище“, „Хиподрума“ и „Белите брези“ в София (Карта).

## Топографска карта
- Лист от карта K-34-34. Мащаб: 1 : 100 000.
- Лист от карта K-34-35. Мащаб: 1 : 100 000.
- Лист от карта K-34-46. Мащаб: 1 : 100 000.

## Галерия
- Сичевската клисура на Нишава
- Река Нишава в гр. Ниш